# Дайиндик
Дайинди́к (каз. Дайындық) — село у складі Аккайинського району Північноказахстанської області Казахстану. Входить до складу Лісного сільського округу.
Населення — 177 осіб (2021; 182 у 2009, 248 у 1999, 289 у 1989).
Національний склад станом на 1989 рік:
- казахи — 100 %.

До 16 серпня 1971 року село називалось Олпагар.